# ماساللي
ماساللي (بالأذرية: Masallı) هي مدينة في أذربيجان وعاصمة مقاطعة ماساللي.